# Cuencas costeras entre río Limarí y río Choapa
Las cuencas costeras entre río Limarí y río Choapa son cuencas costeras exorreicas intermitentes contiguas ubicadas en la Región de Coquimbo entre las desembocaduras de los ríos Limarí y Choapa que la Dirección General de Aguas ha reunido en el ítem 046 del inventario de cuencas de Chile (BNA).

## Límites
El ítem 046 limita al norte y al este con la cuenca del río Limarí y al sur y al este con la cuenca del río Choapa cubriendo un área de 166.160 hectáreas.

## Población
El sistema de información y monitoreo de biodiversidad del Ministerio del Medio Ambiente de Chile señala la siguiente distribución de la superficie de la cuenca entre las comunas (el porcentaje es de la cuenca):
| Región   | Provincia | Comuna     | Hectáreas   | Porcentaje |
| -------- | --------- | ---------- | ----------- | ---------- |
| Coquimbo |           |            | 166.159,61  | 99,688%    |
|          | Choapa    |            | 39.433,047  | 23,658%    |
|          |           | Canela     | 39.433,047  | 23,658%    |
|          | Limarí    |            | 126.726,563 | 76,03%     |
|          |           | Ovalle     | 66.243,928  | 39,743%    |
|          |           | Combarbalá | 117,711     | < 0,1%     |
|          |           | Punitaqui  | 60.364,924  | 36,216%    |

## Subdivisiones
La Dirección General de Aguas subdivide o reúne las cuencas de Chile acorde a las necesidades de estudio y gestión. Existen dos inventarios que han logrado ser aceptados como principales, el del inventario de cuencas del Banco Nacional de Aguas (BNA) de 1978, de mayor uso, y el inventario de cuencas del Departamento de Administración de Recursos Hídricos (DARH) de 2014 de mejor cartografía que ha obligado a redefinir algunos límites, a veces con cambios mayores, pero también por algunas redefiniciones del concepto de subcuenca.
Bajo el BNA el código del ítem es 046 y con el DARH es 0406.
La subdivisión del BNA es como sigue:
| Cuenca                                                    | Subcuenca | Subsubcuenca | Aguas                                                      | Área drenaje km² | Observaciones |
| --------------------------------------------------------- | --------- | ------------ | ---------------------------------------------------------- | ---------------- | ------------- |
| 046 Cuencas costeras entre Río Limarí y Río Choapa (mapa) |           |              |                                                            |                  |               |
| 046                                                       | 0460      | 04600        | Costeras Entre Río Limarí y Estero El Teniente             | 244              |               |
| 046                                                       | 0461      | 04610        | Estero El Teniente y Estero Almendro (Incl.)               | 775              |               |
| 046                                                       | 0462      | 04620        | Costeras entre Estero Almendro y Quebrada Totoral (Incl.)  | 486              |               |
| 046                                                       | 0463      | 04630        | Costeras entre Estero Totoral (Incl.) y Río Choapa         | 162              |               |
| total:                                                    | 4         | 4            | Región: IV (100%) / Tipo: Exorreica / Desemb.: O. Pacífico | 1667             |               |

La disposición de cuencas en el inventario DARH es la siguiente:
| Código     | Nombre                                                 | Código en mapa                                 | Tipología de cuenca                            | Vertiente de cuenca                            | Origen de cuenca                               | Temperatura media anual (C°)                   | Temperatura máxima (C°)                        | Temperatura mínima (C°)                        | Precipitación anual (mm)                       | Número de estaciones fluviométricas            | Número de estaciones pluviométricas            | Área (km²)                                     |
| ---------- | ------------------------------------------------------ | ---------------------------------------------- | ---------------------------------------------- | ---------------------------------------------- | ---------------------------------------------- | ---------------------------------------------- | ---------------------------------------------- | ---------------------------------------------- | ---------------------------------------------- | ---------------------------------------------- | ---------------------------------------------- | ---------------------------------------------- |
| 0406       | Cuencas Costeras entre Río Limarí y Río Choapa         | Cuencas Costeras entre Río Limarí y Río Choapa | Cuencas Costeras entre Río Limarí y Río Choapa | Cuencas Costeras entre Río Limarí y Río Choapa | Cuencas Costeras entre Río Limarí y Río Choapa | Cuencas Costeras entre Río Limarí y Río Choapa | Cuencas Costeras entre Río Limarí y Río Choapa | Cuencas Costeras entre Río Limarí y Río Choapa | Cuencas Costeras entre Río Limarí y Río Choapa | Cuencas Costeras entre Río Limarí y Río Choapa | Cuencas Costeras entre Río Limarí y Río Choapa | Cuencas Costeras entre Río Limarí y Río Choapa |
| 040600     | Costeras desde Río Limarí hasta Quebrada El Teniente   | 0                                              | Exorreica                                      | Pacífico                                       | Pluvial                                        | 15.1                                           | 24.1                                           | 6.9                                            | 147.6                                          | 0                                              | 1                                              | 312.4                                          |
| 04060100   | Quebrada San Pedro                                     | 60                                             | Exorreica                                      | Pacífico                                       | Pluvial                                        | 14.4                                           | 23.9                                           | 5.8                                            | 161.8                                          | 0                                              | 0                                              | 268.7                                          |
| 0406010000 | Quebrada La Higera                                     | 61                                             | Exorreica                                      | Pacífico                                       | Pluvial                                        | 13.2                                           | 23.1                                           | 4.2                                            | 179.3                                          | 0                                              | 0                                              | 446.7                                          |
| 040602     | Costeras entre Quebrada El Teniente y Quebrada Totoral | 0                                              | Exorreica                                      | Pacífico                                       | Pluvial                                        | 14.1                                           | 23.7                                           | 5.5                                            | 177.4                                          | 0                                              | 0                                              | 496.6                                          |
| 040603     | Costeras entre Estero Totoral y Río Choapa             | 0                                              | Exorreica                                      | Pacífico                                       | Pluvial                                        | 15.7                                           | 25.4                                           | 6.8                                            | 177.1                                          | 0                                              | 0                                              | 176.8                                          |

## Hidrología

### Red hidrográfica
Los cuerpos de agua considerados en esta categoría son:

### Humedales
El Ministerio del Medio Ambiente no registra humedal alguno en el ítem.

### Glaciares
El inventario público de glaciares de Chile 2022 no registra glaciares en este ítem.

## Clima

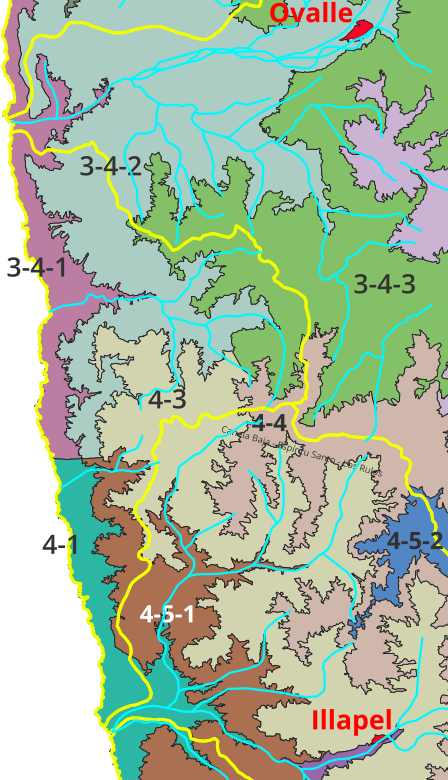
Distritos agroclimáticos en el ítem 046 del inventario de cuencas de Chile (BNA) según el Atlas agroclimático de Chile. Las líneas amarillas son los límites de los ítems o cuencas.

El Atlas agroclimático de Chile distingue 6 distritos agroclimáticos en la cuenca:
- 3-4-1 Desierto con influencia marina y régimen de humedad Xérico (BWnXe). La temperatura oscila entre un máximo de enero de 23 °C (máx de 25 °C y mín de 20,3 °C dentro del distrito) y un mínimo de julio de 7,6 °C (máx de 8,1 °C y mín de 6,2 °C dentro del distrito). Tiene un promedio de 345 días consecutivos libres de heladas. En el año se registra un promedio de 0 heladas. El periodo de temperaturas favorables a la actividad vegetativa dura 12 meses. Registra anualmente 1.621 días grado y 100 horas de frío acumuladas hasta el 31 de Julio. La precipitación media anual es de 87 mm y un periodo seco de 12 meses, con un déficit hídrico de 1.167 mm/año. El período húmedo dura 0 meses durante los cuales se produce un excedente hídrico de 0 mm.
- 3-4-2 Desierto con influencia marina y régimen de humedad Xérico (BWnXe). La temperatura oscila entre un máximo de enero de 26,3 °C (máx de 28,7 °C y mín de 23,4 °C dentro del distrito) y un mínimo de julio de 7,4 °C (máx de 9,5 °C y mín de 4,5 °C dentro del distrito). Tiene un promedio de 345 días consecutivos libres de heladas. En el año se registra un promedio de 0 heladas. El periodo de temperaturas favorables a la actividad vegetativa dura 12 meses. Registra anualmente 2.065 días grado y 91 horas de frío acumuladas hasta el 31 de Julio. La precipitación media anual es de 66 mm y un periodo seco de 12 meses, con un déficit hídrico de 1.382 mm/año. El período húmedo dura 0 meses durante los cuales se produce un excedente hídrico de 0 mm.
- {Cuadro color|#84c067}} 3-4-3 Desierto con influencia marina y régimen de humedad Xérico (BWnXe). La temperatura oscila entre un máximo de enero de 28,4 °C (máx de 30,8 °C y mín de 26,1 °C dentro del distrito) y un mínimo de julio de 6,5 °C (máx de 8,8 °C y mín de 4,3 °C dentro del distrito). Tiene un promedio de 339 días consecutivos libres de heladas. En el año se registra un promedio de 1 helada. El periodo de temperaturas favorables a la actividad vegetativa dura 12 meses. Registra anualmente 2.171 días grado y 158 horas de frío acumuladas hasta el 31 de Julio. La precipitación media anual es de 109 mm y un periodo seco de 12 meses, con un déficit hídrico de 1.483 mm/año. El período húmedo dura 0 meses durante los cuales se produce un excedente hídrico de 0 mm.
- 4-1 Estepa con influencia marina con régimen de humedad árido (BSnAr). La temperatura oscila entre un máximo de enero de 23,4 °C (máx de 26 °C y mín de 21,3 °C dentro del distrito) y un mínimo de julio de 7,4 °C (máx de 8,2 °C y mín de 6,3 °C dentro del distrito). En todo el año no tiene heladas. El periodo de temperaturas favorables a la actividad vegetativa dura 12 meses. Registra anualmente 1.505 días grado y 128 horas de frío acumuladas hasta el 31 de Julio. La precipitación media anual es de 209 mm y un periodo seco de 10 meses, con un déficit hídrico de 1.056 mm/año. El período húmedo dura 0 meses durante los cuales se produce un excedente hídrico de 0 mm.
- 4-3 Estepa con influencia marina con régimen de humedad híper árido (BSnHa). La temperatura oscila entre un máximo de enero de 28,6 °C (máx de 30,4 °C y mín de 26,6 °C dentro del distrito) y un mínimo de julio de 6,6 °C (máx de 8,4 °C y mín de 5 °C dentro del distrito). Tiene un promedio de 345 días consecutivos libres de heladas. En el año se registra un promedio de 1 helada. El periodo de temperaturas favorables a la actividad vegetativa dura 12 meses. Registra anualmente 2.114 días grado y 158 horas de frío acumuladas hasta el 31 de Julio. La precipitación media anual es de 172 mm y un periodo seco de 11 meses, con un déficit hídrico de 1.413 mm/año. El período húmedo dura 0 meses durante los cuales se produce un excedente hídrico de 0 mm.
- 4-4 Estepa interior con régimen de humedad xérico (BSXe). La temperatura oscila entre un máximo de enero de 29,3 °C (máx de 31 °C y mín de 26,7 °C dentro del distrito) y un mínimo de julio de 5,3 °C (máx de 7,2 °C y mín de 4,1 °C dentro del distrito). Tiene un promedio de 282 días consecutivos libres de heladas. En el año se registra un promedio de 5 heladas. El periodo de temperaturas favorables a la actividad vegetativa dura 12 meses. Registra anualmente 2.070 días grado y 304 horas de frío acumuladas hasta el 31 de Julio. La precipitación media anual es de 191 mm y un periodo seco de 12 meses, con un déficit hídrico de 1.606 mm/año. El período húmedo dura 0 meses durante los cuales se produce un excedente hídrico de 0 mm.

## Áreas bajo protección oficial y conservación de la biodiversidad
Un pequeño exclave del parque nacional Fray Jorge se encuentra dentro del ítem.